# Aloe helenae
Aloe helenae é uma espécie de liliopsida do gênero Aloe, pertencente à família Asphodelaceae.